# Mi reina del dolor
«Mi reina del dolor» es el cuarto sencillo de la banda mexicana de rock Maná, en su octavo álbum de estudio, Drama y luz. Fue escrita por Fernando Olvera, mientras que Sergio Vallín fue el encargado de la musicalización.

## Acerca de la canción
Mi reina del dolor...bueno es un tema con mucha energía muy prendido muy Rock and Roll la letra también habla acerca de los amores que matan y que hay que ponerse a salvo con el amor propio, es a veces, difícil decir "ya no te amo" a veces es más difícil, pero a veces es todavía más difícil ignorarlos y dejar que las cosas corran, Mi reina del dolor habla un poco de eso, de esas relaciones que no se conjugan y que ya están caóticas

Fue lo que expresó Fher Olvera en una entrevista.

## Recepción
Después de su lanzamiento, la canción llegó al primer lugar de popularidad en radio Ocupó la posición número 37 en los Hot Latin Songs y la posición 15 en los Latin Pop Airplay

## Vídeo musical
El vídeo musical tuvo su estreno mundial en el programa Primer Impacto en fue estrenado el 30 de enero de 2012 en Youtube. Fue dirigido por Joaquín Cambre. El vídeo musical fue grabado en un concierto en Argentina. El vídeo comienza con una pareja discutiendo, la mujer se marcha en un automóvil mientras insulta al hombre, la mujer se dirige a un antro, el hombre trata de ingresar al lugar se le niega el acceso y logra entrar clandestinamente, terminando en un vestidor femenino, mientras la mujer dentro del antro niega a varios hombres que se le acercan, después entra la los miembros de la banda (Fher, Alex, Sergio y Juan) al mismo antro, donde se quedan en una zona especial. Mientras el hombre esta triste por la traición de la mujer, Fher lo invita a acompañarlo junto a la banda y este les cuenta la su historia. La mujer al ver que este estaba con la banda trata de ir con él pero se le niega el paso. La banda invita al hombre a asistir tras bambalinas a uno de sus conciertos y él acepta. En las siguientes escenas se ve a Maná ingresando al estadio y comenzar su concierto. Ya en el concierto Sergio lo invita a tocar junto con él, toma una guitarra y se pone a tocar, mientras tanto la mujer intenta pasar también tras bambalinas pero se le niega el paso, a lo que ella se las ingenia para poder pasar, estando ya en el escenario (tras cortinas) se ven mutuamente a lo que el hombre la ignora y sigue tocando, finalizan el concierto con fuegos artificiales, tras la salida de la banda del estadio, el hombre también se va con ellos en una camioneta, la mujer logra estar con él, pero él la ignora y la insulta.